# مایدان بورووسکی
مایدان بورووسکی (به لاتین: Majdan Borowski) یک روستا در لهستان است که در گمینا خودل واقع شده‌است.